# Postura de combate

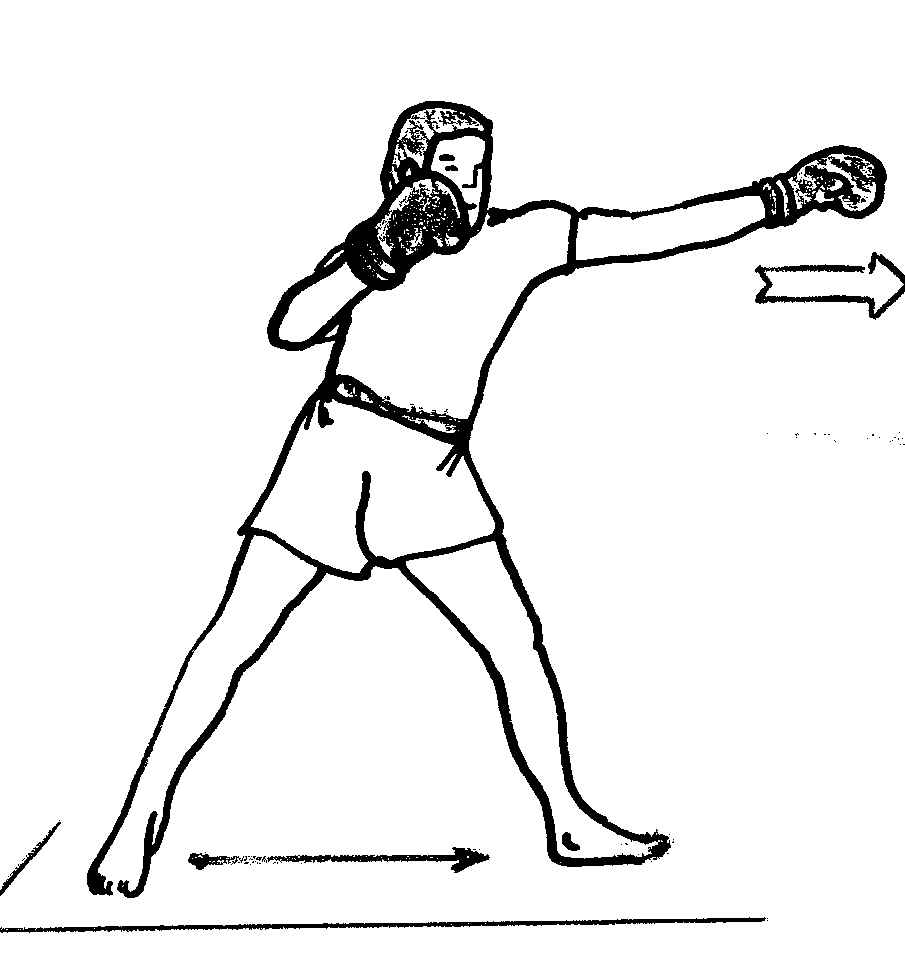
Tipo de actitud (lateral e inclinada) durante un jab, aquí en lethwei

Una postura, en los deportes de combate, es la manera de ponerse, de tenerse, de orientarse, de estar protegido o en "guardia", etcétera, en el combate. Se habla más actualmente de guardia, de actitud o de posición de combate. 

## Ejemplo de postura, la guardia enboxeo
En boxeo, los angloparlantes hablan más bien de "posición" que de "guardia". La guardia para estos primeros es lo alto del cuerpo e igualmente los apoyos sobre el suelo, así ellos usan el término upright stance para una posición vertical de busto y full crouch para una actitud contraída. 
En Francia, se usa el término de actitud de combate cuando se indica la totalidad del cuerpo. En consecuencia cuando se habla de "guardia" en la escuela francés, se piensa a menudo de la posición de los brazos en particular para protegerse. Pero mucho más, ésta indica una organización de cuerpo que permite al combatiente prepararse a defenderse y por otra parte pasar a la ofensiva, en una configuración que ofrece lo máximo de seguridad y de eficacia. Diferentes posiciones permiten de afrontar un adversario antes de y durante la escaramuza y son llamadas "guardia". Como su nombre indica, "estar sobre sus guardias" - eso es ponerse en alerta permanente y adoptar una posición favorable para reaccionar. Numerosas actitudes de guardia existen: guardia de tres cuartos de cara, de perfil, mixta, alta, baja, adelantada, etcétera. Seguro que muy importante "de ser guardiado" (hermético), pero hay que igualmente adoptar una actitud que permitía actuar y de reaccionar rápidamente y con eficacia (en consecuencia adoptar una postura eficaz). Al contrario un boxeador no adoptante de actitud definida o teniente el brazo "bajo" es llamado "no guardiado". Del resto, algunos boxeadores hacen esta preferencia en la perspectiva de construir su juego sobre la base de contrainformaciones (fraudes). 

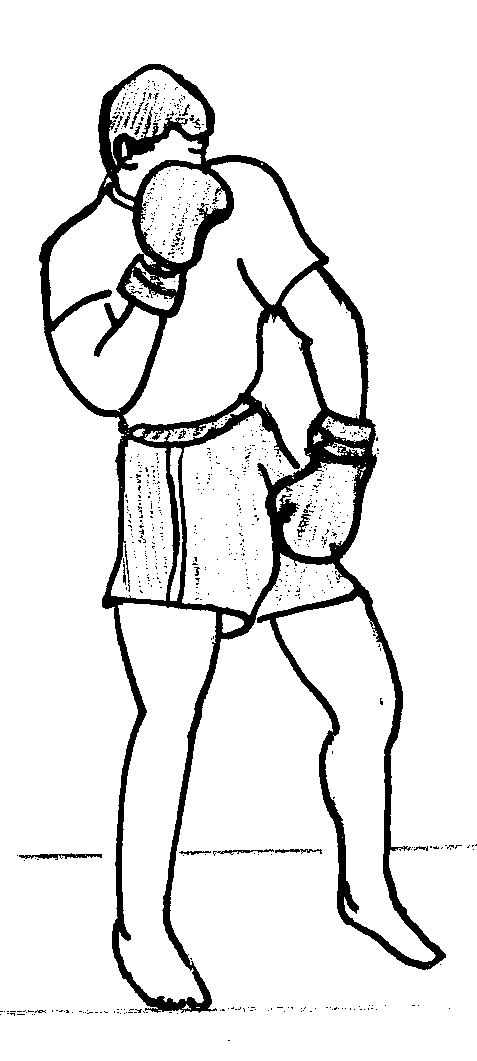
Guardia de perfil mixta (brazo adelantado bajo)
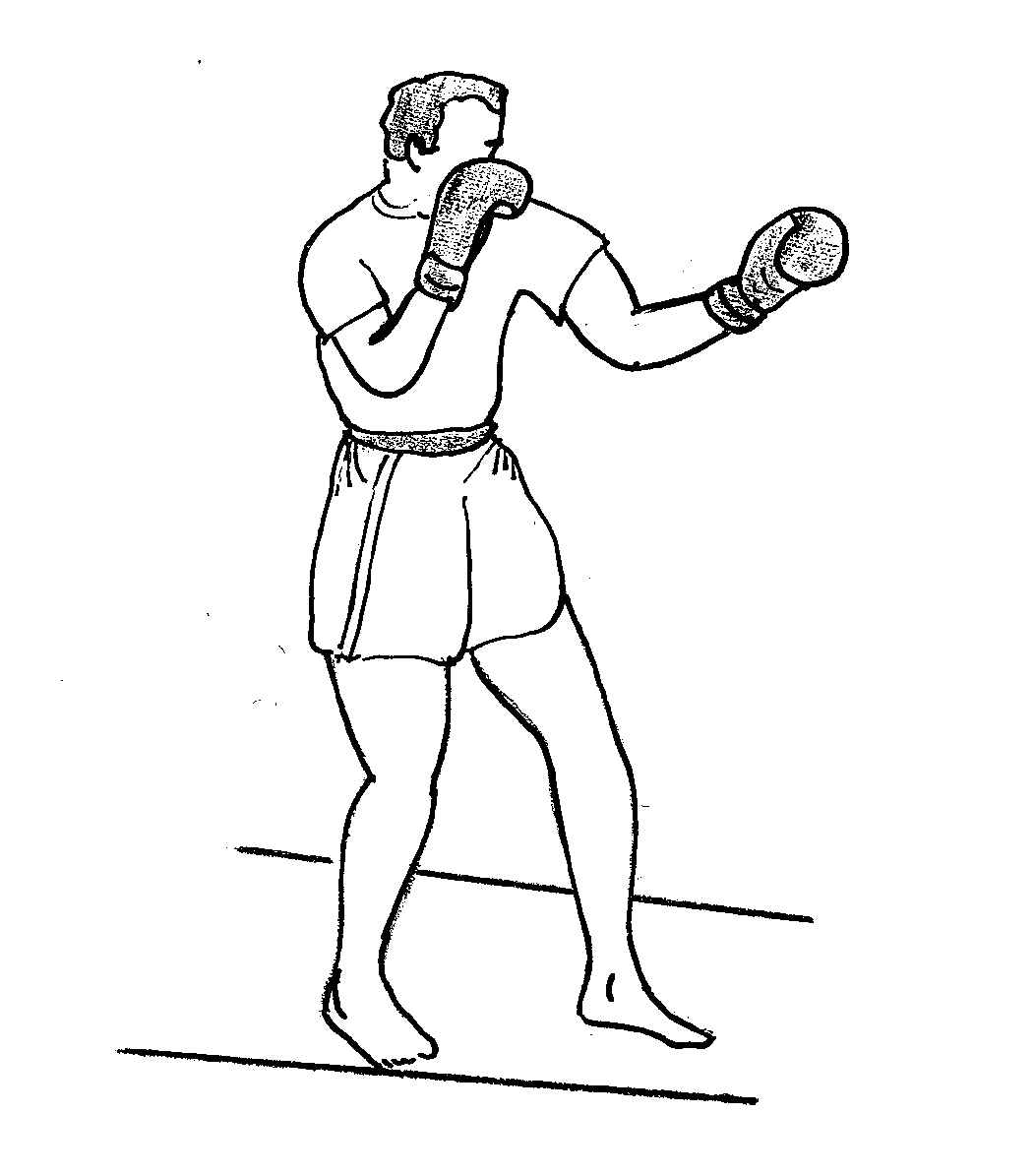
Guardia de perfil mixta (brazo adelantado en lo alto)
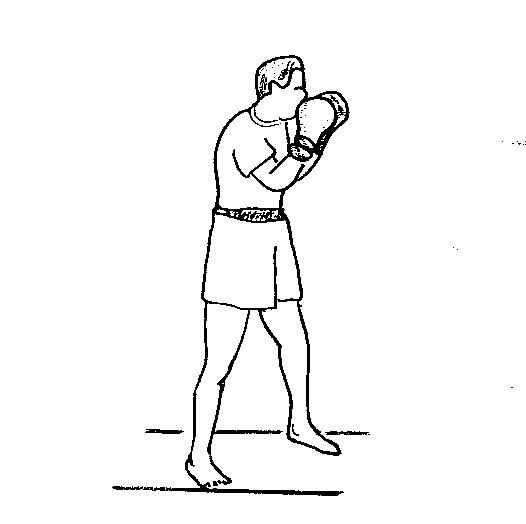
Guardia de tres cuartos de cara
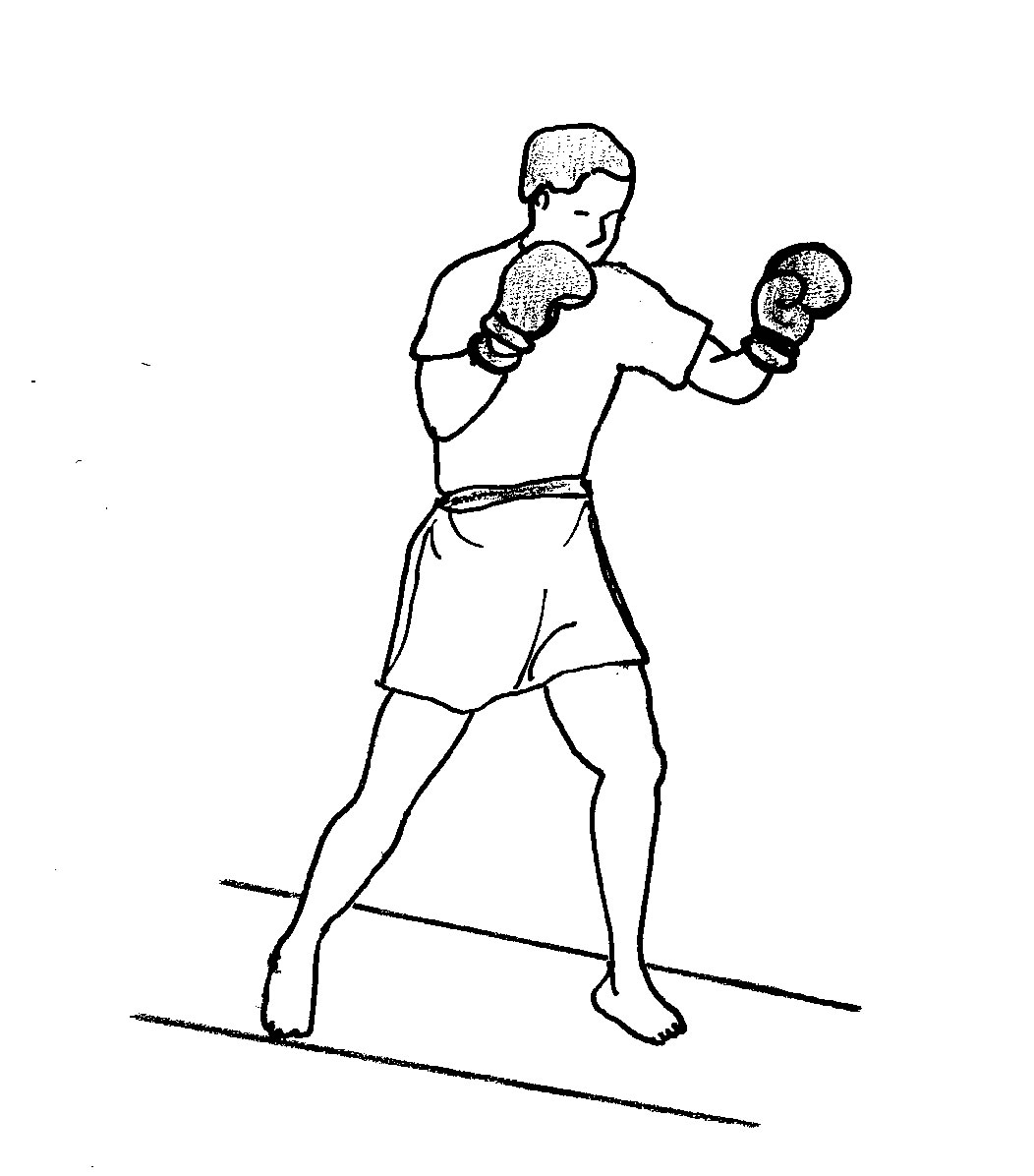
Guardia de tres cuartos de cara mixta

Se cuenta diferentes actitudes de combate en boxeo: guardia de tres cuartos de cara, de perfil, en crouch, baja, peso sobre pierna adelantada, peso sobre pierna posterior, en apoyos muy distante, etcétera. De vez en cuando, la posición del cuerpo puede indicar las intenciones de un combatiente en relación con su adversario. Ejemplo: una actitud de perfil puede ser el signo de un trabajo de evitación y contraataque del brazo adelantado así que de contra. 

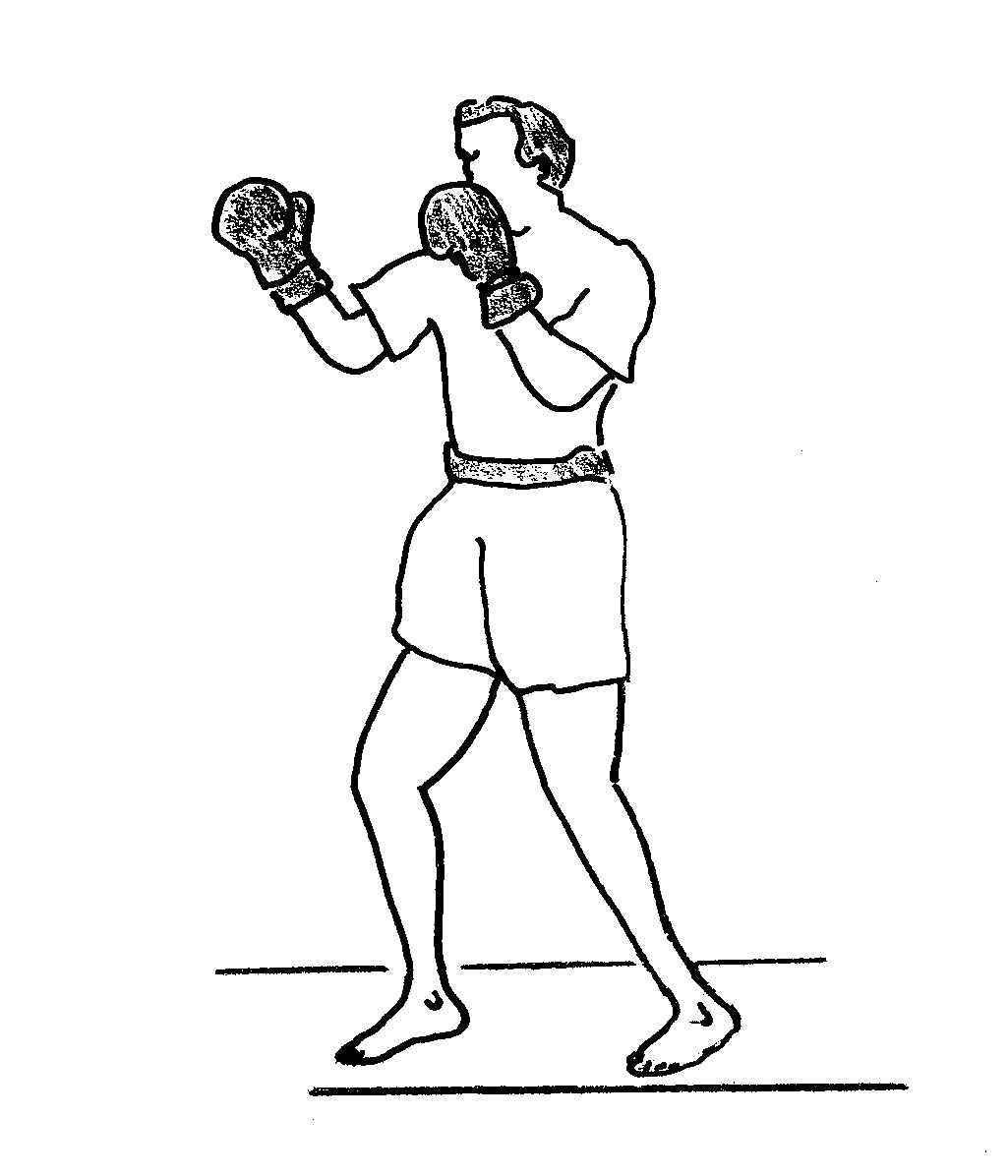
Actitud recta
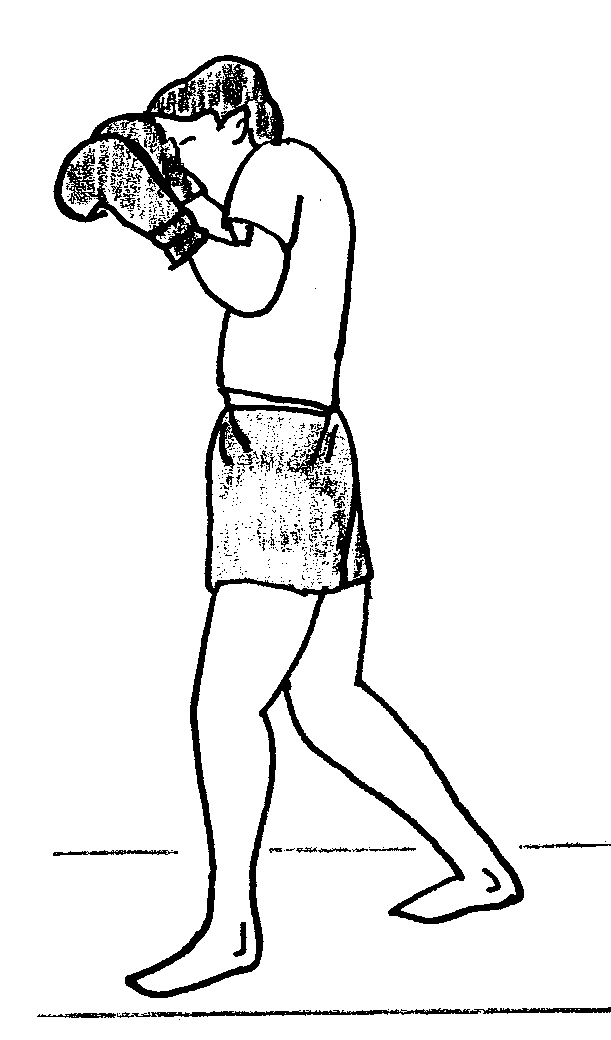
Actitud semienrollada
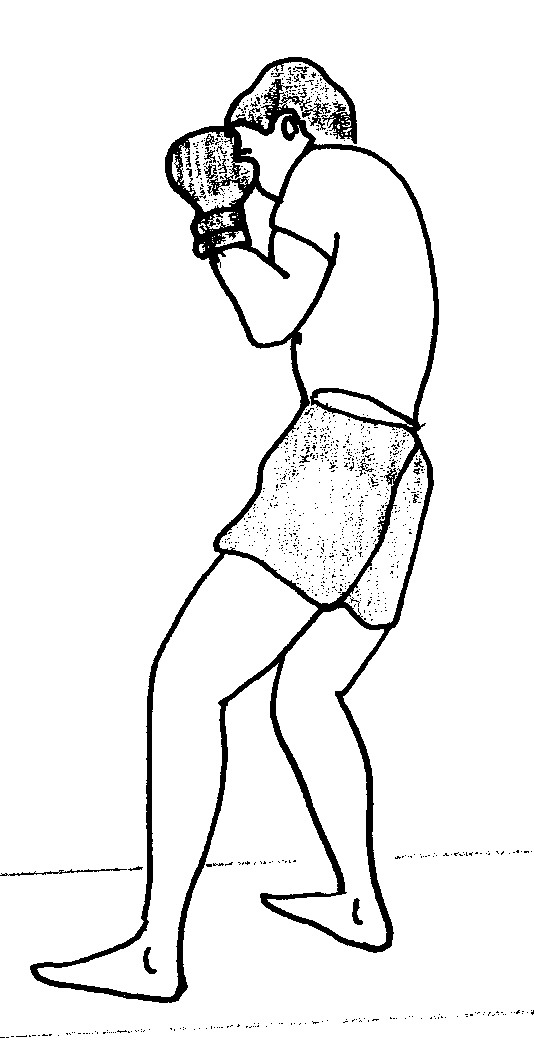
Actitud espalda enrollada